# 筲箕灣道
筲箕灣道是香港東區的一條主要道路，位於香港島西灣河及筲箕灣，西接英皇道及太古城道，東接筲箕灣東大街及工廠街。長約1200米。道路沿昔日海岸線而建，連接柴灣與筲箕灣一帶交通。在1980年代港島東區走廊通車前，是東區往灣仔及中環的必經之路。亦是香港電車路線的一部份。筲箕灣道從前亦被稱為筲箕灣西大街，以對應位於筲箕灣東面的東大街。

## 歷史
1840年代香港開埠初期，香港政府已開始修建一條道路沿海岸線連接銅鑼灣及筲箕灣的道路。
到了1880年代，因應太古公司開發鰂魚涌成為工業區，便把該道路擴闊，並命名為「筲箕灣道」。當時的筲箕灣道包括現時的銅鑼灣道、電氣道、英皇道東段及筲箕灣道。這個時期，筲箕灣道為港島東的主要通道。
直到1935年6月21日英皇道通車，亞公岩至西灣河之間的筲箕灣道分拆為筲箕灣東大街（亞公岩至工廠街之間）、筲箕灣西大街（工廠街至成安街之間）及西灣河大街（成安街至太吉街之間，太吉街大約在現時其中一小段太古城道，即當時的太古船塢東閘〕，1940年7月26日政府刊憲把筲箕灣西大街及西灣河大街合併及重新命名為筲箕灣道。

## 沿路著名地點
- 太安樓
- 欣景花園
- 西灣河文娛中心
- 西灣河站
- 樂融軒

## 交匯道路

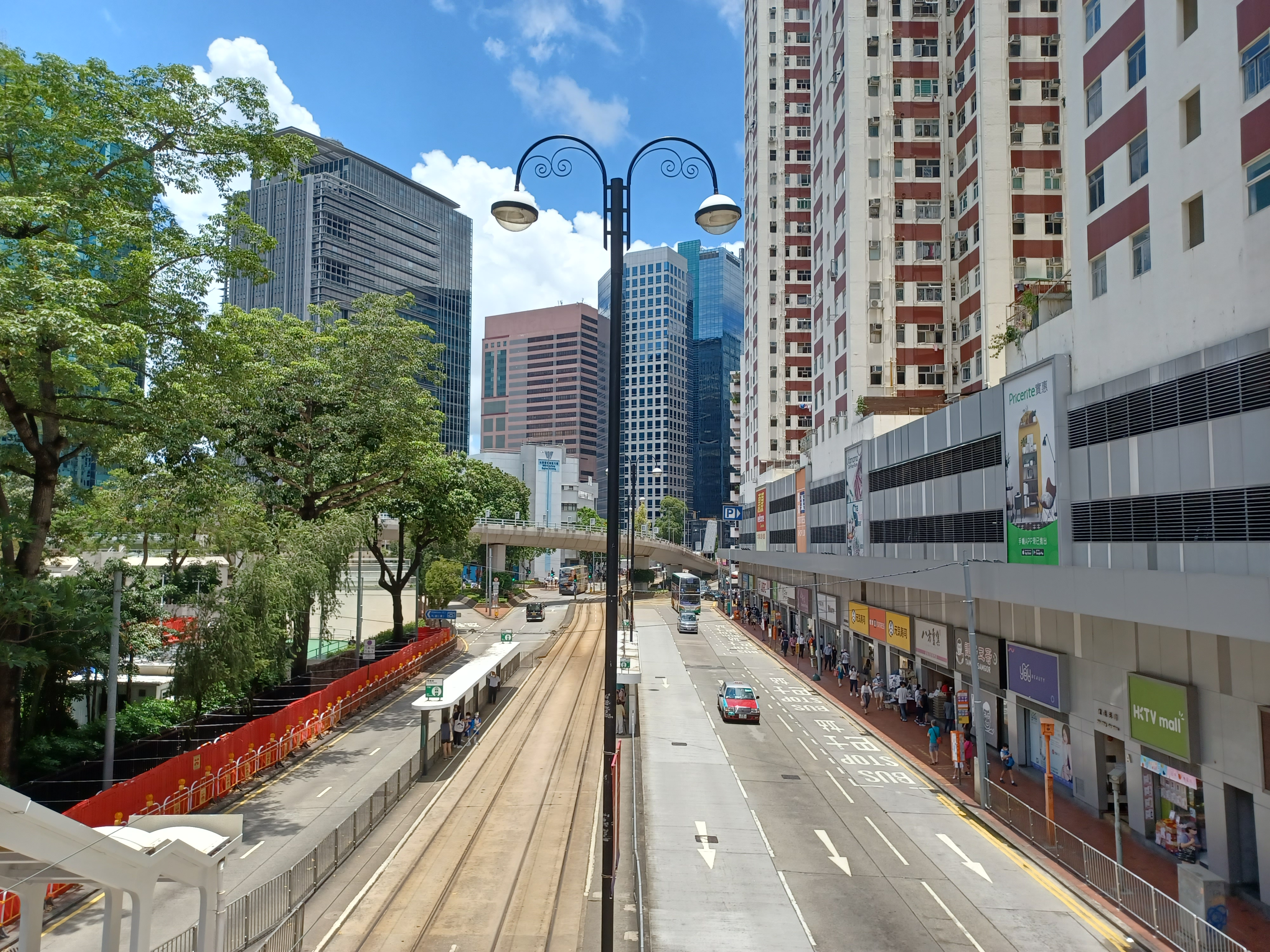
英皇道

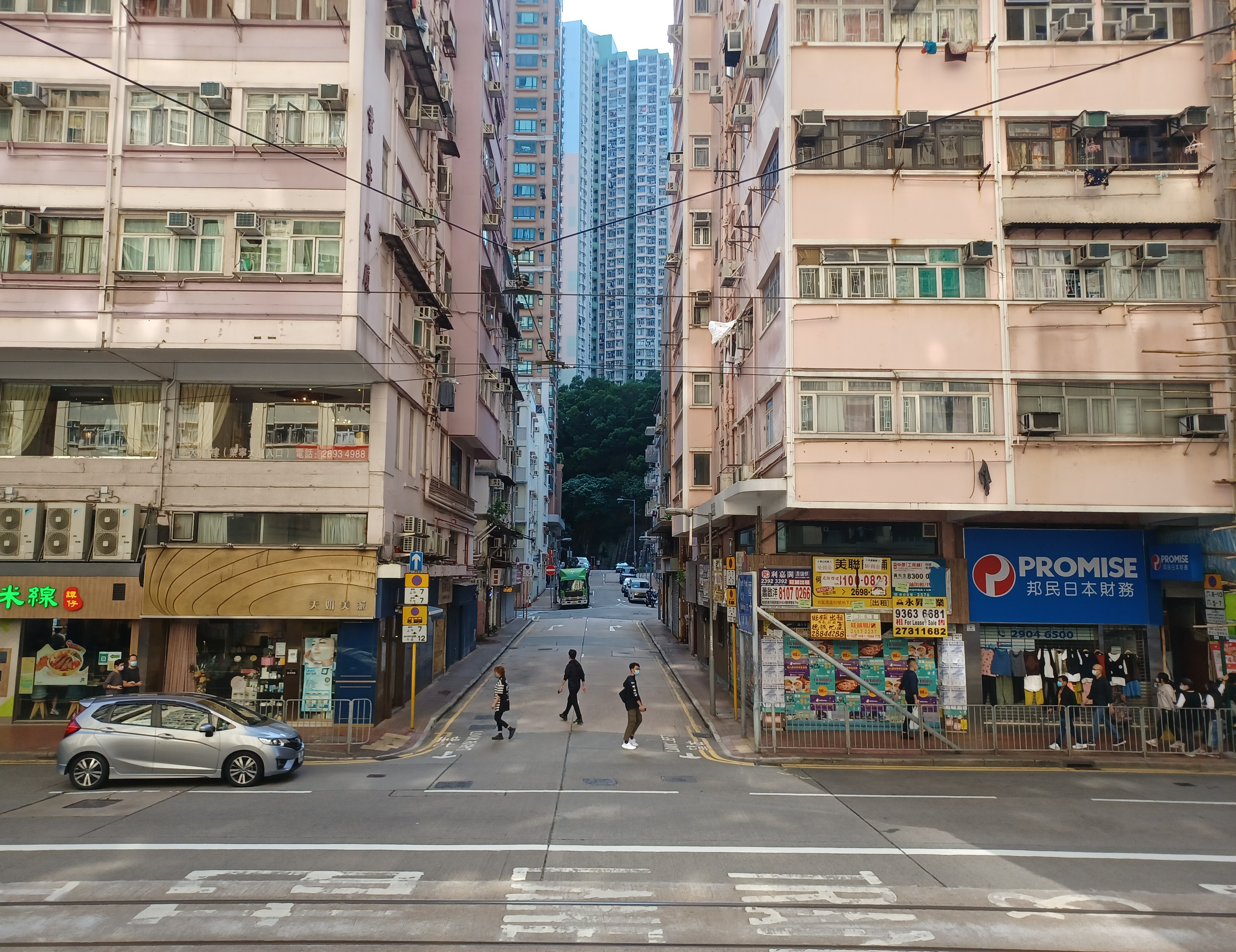
太寧街

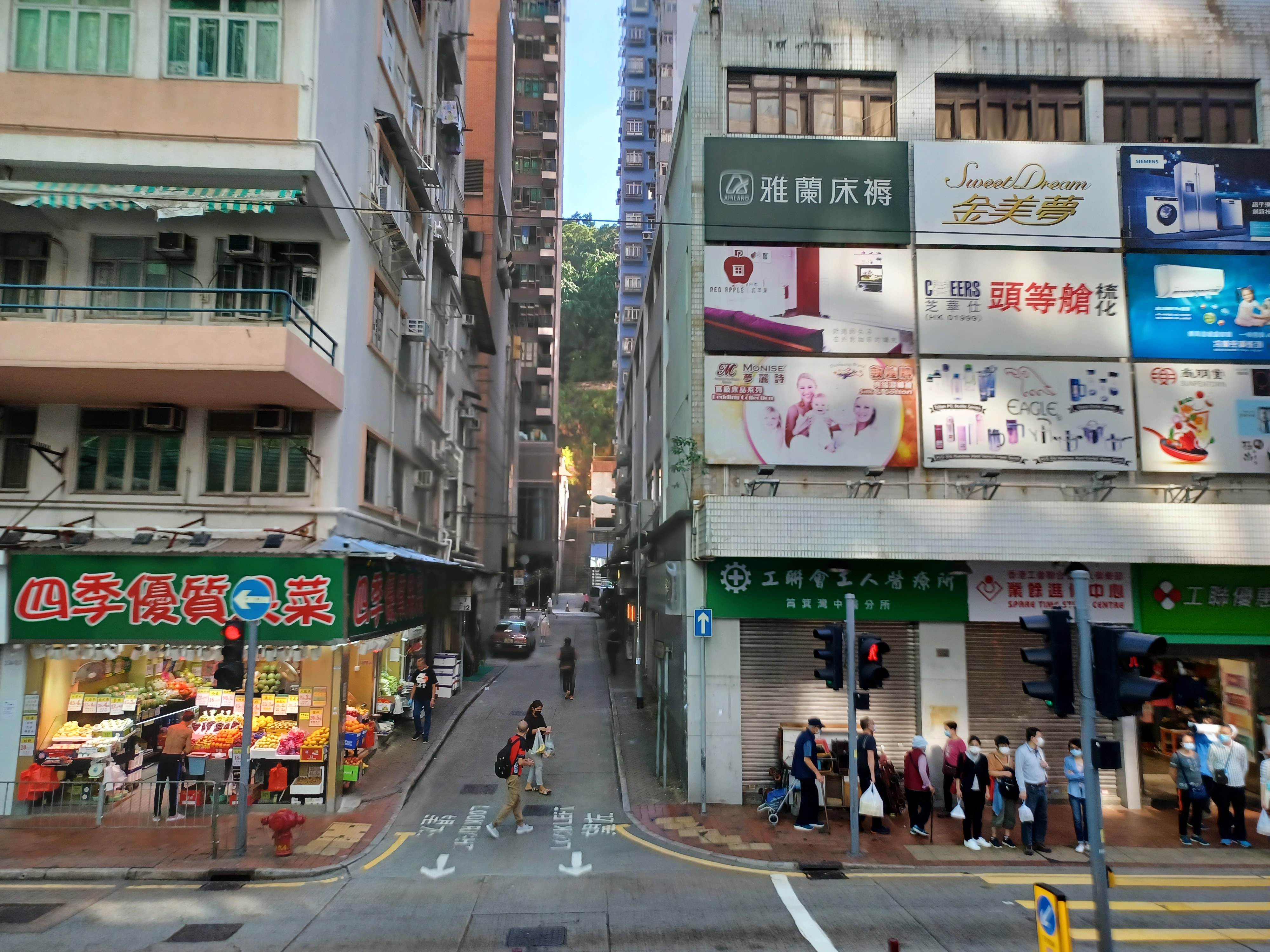
海富街

- 英皇道
- 太古城道
- 太祥街
- 太富街
- 太康街
- 太樂街
- 太寧街
- 成安街
- 太安街
- 聖十字徑
- 海寧街
- 海利街
- 海晏街
- 海富街
- 興民街
- 愛秩序灣道
- 新成街
- 南康街
- 南安里
- 愛秩序街
- 柴灣道
- 工廠街
- 筲箕灣東大街

## 圖集

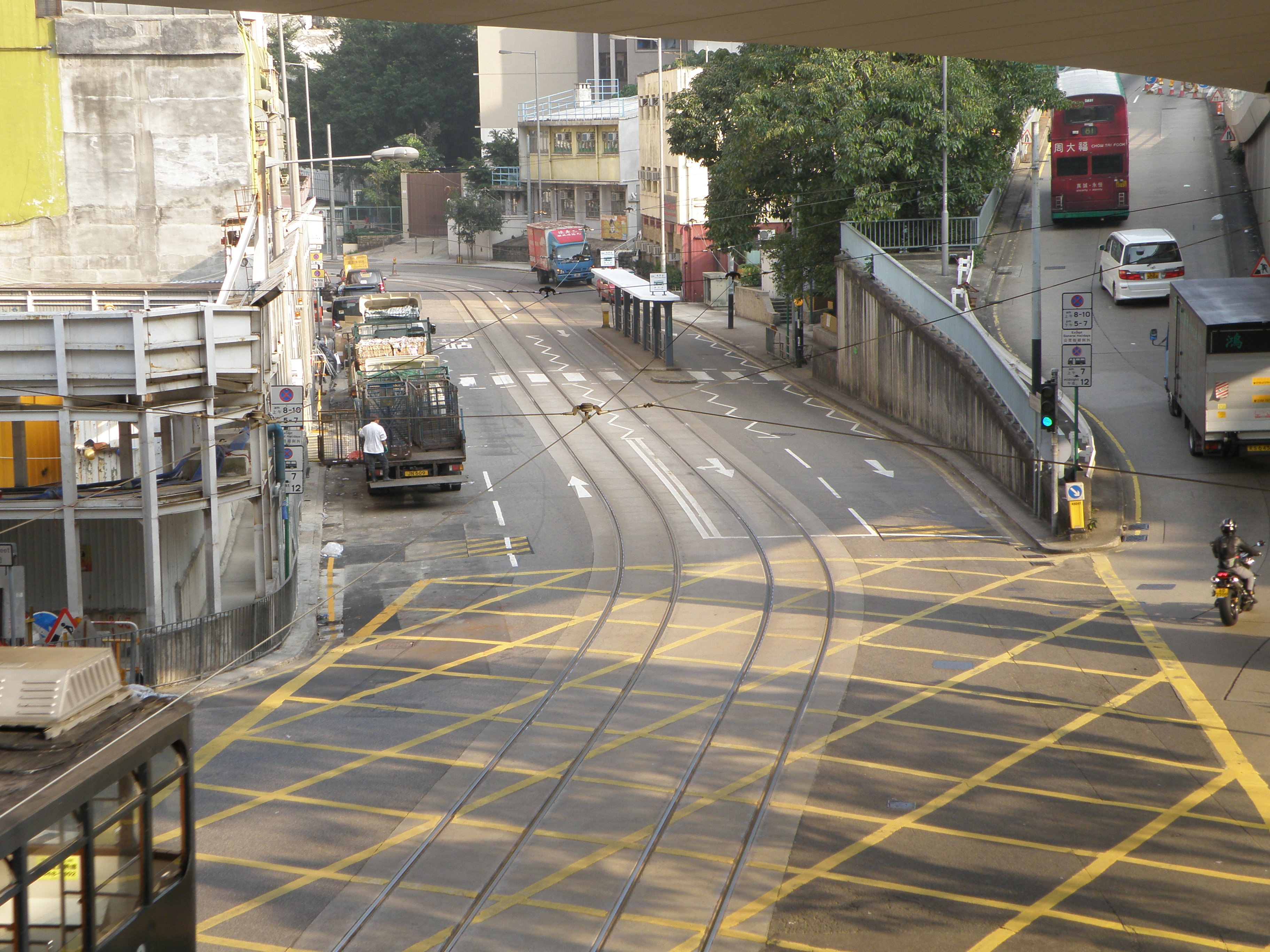
筲箕灣道東端
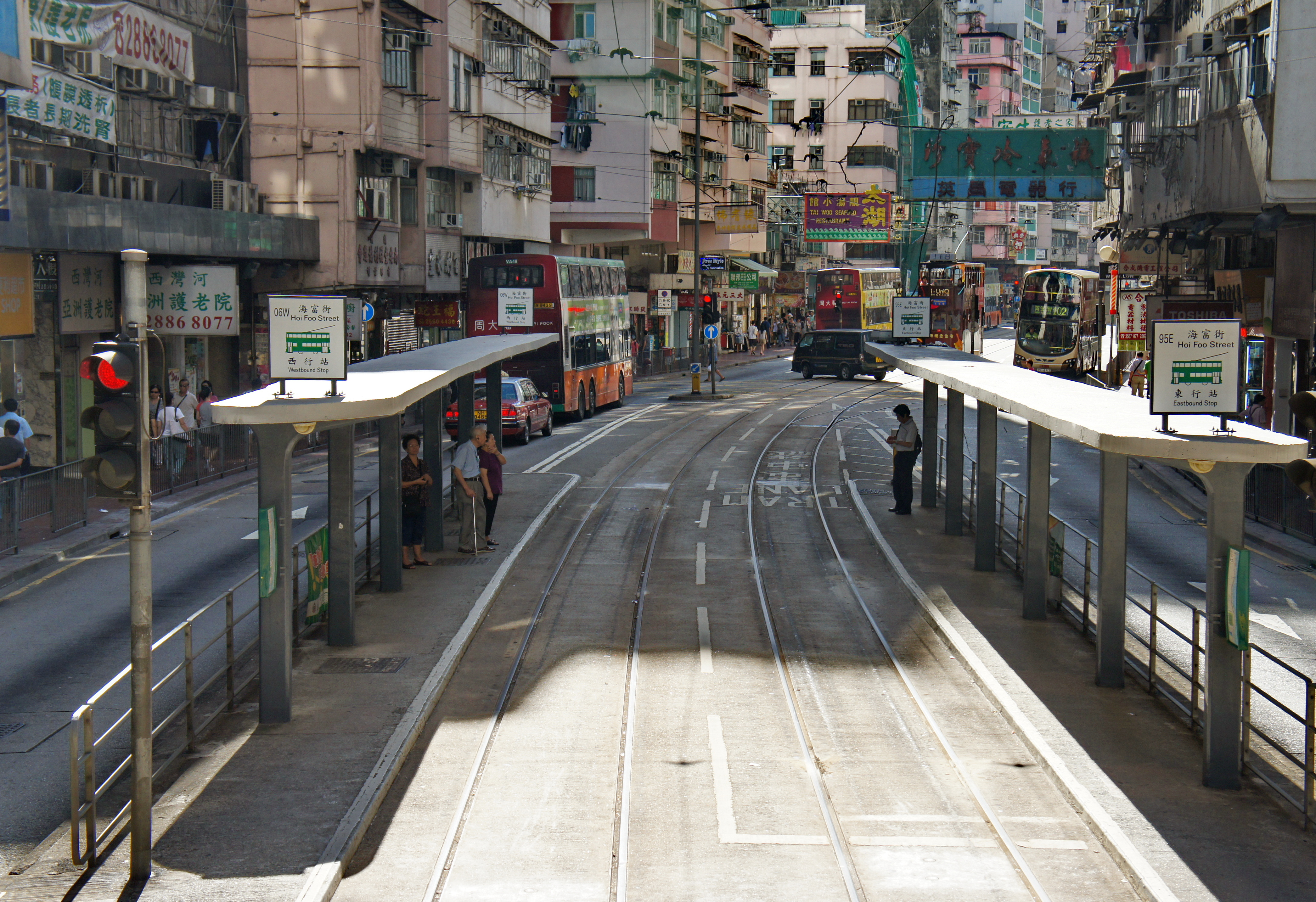
筲箕灣道近海富街的路段
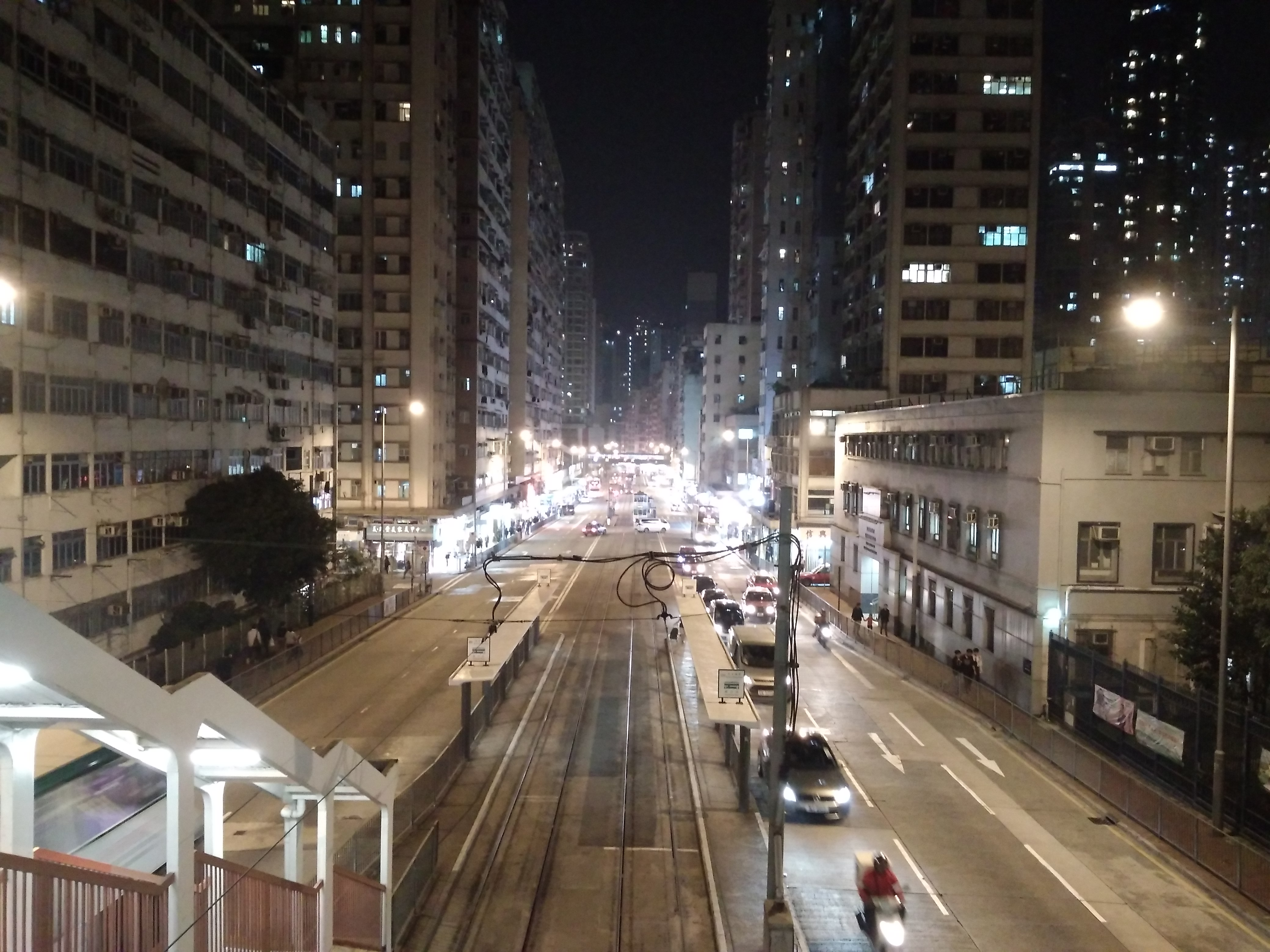
筲箕灣道西端近英皇道
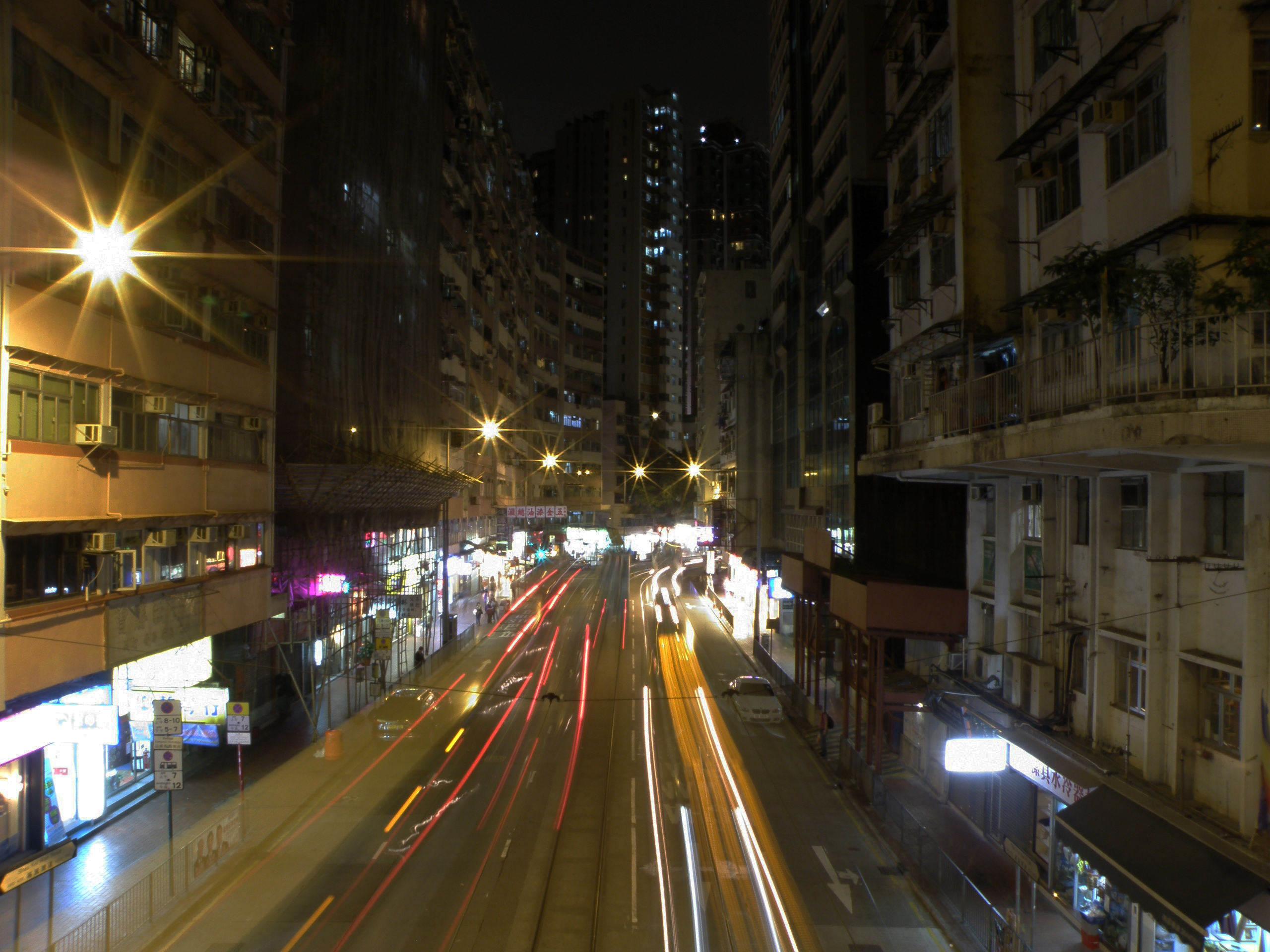
筲箕灣道夜景